# Elezioni regionali nel Lazio del 2000
Le elezioni regionali italiane del 2000 nel Lazio si sono tenute il 16 aprile. Esse hanno visto la vittoria di Francesco Storace, sostenuto dalla Casa delle Libertà, che ha sconfitto il presidente uscente Piero Badaloni, sostenuto dal centro-sinistra.

## Risultati
| Candidati                                                       | Candidati                                                       | Voti                                                            | %     | Liste                   | Voti      | %     | Seggi |
| --------------------------------------------------------------- | --------------------------------------------------------------- | --------------------------------------------------------------- | ----- | ----------------------- | --------- | ----- | ----- |
|                                                                 | Francesco Storace (Per il Lazio) ✔️ Presidente                  | 1 553 562                                                       | 51,29 | Alleanza Nazionale      | 629 452   | 23,10 | 12    |
| Forza Italia                                                    | Francesco Storace (Per il Lazio) ✔️ Presidente                  | 1 553 562                                                       | 51,29 | 585 182                 | 21,48     | 11    |       |
| Centro Cristiano Democratico                                    | Francesco Storace (Per il Lazio) ✔️ Presidente                  | 1 553 562                                                       | 51,29 | 126 567                 | 4,65      | 2     |       |
| Cristiani Democratici Uniti                                     | Francesco Storace (Per il Lazio) ✔️ Presidente                  | 1 553 562                                                       | 51,29 | 58 100                  | 2,13      | 1     |       |
| Partito Socialista - Socialdemocrazia                           | Francesco Storace (Per il Lazio) ✔️ Presidente                  | 1 553 562                                                       | 51,29 | 16 599                  | 0,61      | –     |       |
| Pensionati Uniti                                                | Francesco Storace (Per il Lazio) ✔️ Presidente                  | 1 553 562                                                       | 51,29 | 14 666                  | 0,54      | –     |       |
| Partito Democratico Cristiano                                   | Francesco Storace (Per il Lazio) ✔️ Presidente                  | 1 553 562                                                       | 51,29 | 9 285                   | 0,34      | –     |       |
| Liberal Sgarbi - I Libertari                                    | Francesco Storace (Per il Lazio) ✔️ Presidente                  | 1 553 562                                                       | 51,29 | 7 274                   | 0,27      | –     |       |
| Democrazia Moderna                                              | Francesco Storace (Per il Lazio) ✔️ Presidente                  | 1 553 562                                                       | 51,29 | 2 594                   | 0,10      | –     |       |
| Seggi assegnati alla lista regionale                            | Seggi assegnati alla lista regionale                            | Seggi assegnati alla lista regionale                            | 51,29 | 12                      |           |       |       |
|                                                                 | Piero Badaloni (Con Badaloni)                                   | 1 392 190                                                       | 45,97 | Democratici di Sinistra | 543 041   | 19,93 | 10    |
| Partito della Rifondazione Comunista                            | Piero Badaloni (Con Badaloni)                                   | 1 392 190                                                       | 45,97 | 147 030                 | 5,40      | 3     |       |
| I Democratici                                                   | Piero Badaloni (Con Badaloni)                                   | 1 392 190                                                       | 45,97 | 131 644                 | 4,83      | 2     |       |
| Partito Popolare Italiano - Rinnovamento Italiano               | Piero Badaloni (Con Badaloni)                                   | 1 392 190                                                       | 45,97 | 129 790                 | 4,76      | 2     |       |
| Federazione dei Verdi                                           | Piero Badaloni (Con Badaloni)                                   | 1 392 190                                                       | 45,97 | 85 494                  | 3,14      | 1     |       |
| Socialisti Democratici Italiani - Partito Repubblicano Italiano | Piero Badaloni (Con Badaloni)                                   | 1 392 190                                                       | 45,97 | 61 290                  | 2,25      | 1     |       |
| Partito dei Comunisti Italiani                                  | Piero Badaloni (Con Badaloni)                                   | 1 392 190                                                       | 45,97 | 59 976                  | 2,20      | 1     |       |
| Unione Democratici per l'Europa                                 | Piero Badaloni (Con Badaloni)                                   | 1 392 190                                                       | 45,97 | 50 400                  | 1,85      | 1     |       |
| Seggio assegnato al candidato presidente classificatosi secondo | Seggio assegnato al candidato presidente classificatosi secondo | Seggio assegnato al candidato presidente classificatosi secondo | 45,97 | 1                       |           |       |       |
|                                                                 | Rita Bernardini                                                 | 65 587                                                          | 2,17  | Lista Emma Bonino       | 53 772    | 1,97  | –     |
|                                                                 | Marina Larena                                                   | 9 880                                                           | 0,33  | Partito Umanista        | 6 690     | 0,25  | –     |
|                                                                 | Severino Antinori                                               | 7 582                                                           | 0,25  | Autonomia Liberale      | 5 474     | 0,20  | –     |
| Totale                                                          | Totale                                                          | 3 028 801                                                       | 100   |                         | 2 724 320 | 100   | 60    |